# Elfenbenskusten i olympiska sommarspelen 1984
Elfenbenskusten deltog i de olympiska sommarspelen 1984, och totalt blev det en silvermedalj för landet.

## Boxning
Bantamvikt
- Bararq Bahtobe
  - Första omgången — Bye
  - Andra omgången — Förlorade mot Çemal Öner (Turkiet), 1-4

## Friidrott
Herrarnas 400 meter
- Gabriel Tiacoh
  - Heat — 45,96
  - Kvartsfinal — 45,15
  - Semifinal — 44,64
  - Final — 44,54 (→  Silver)